# Wilhelm Ténint
Wilhelm Ténint est un écrivain français, né à Paris le 20 mai 1817 et mort à Stockholm le 26 avril 1879. Il est classé parmi les romantiques mineurs.

## Biographie et travaux
Wilhelm Ténint est un fervent admirateur de Victor Hugo et de l'école moderne romantique. Il écrit dans divers journaux parisiens, tels que La Presse, et est membre de la Société des gens de lettres.
En 1844, il publie un essai défendant la prosodie romantique intitulé Prosodie de l'école moderne, précédé d'une lettre de Victor Hugo et préfacé par Émile Deschamps. Ténint y affirme, erronément, que la structure unique, exceptionnelle, de la Villanelle de Jean Passerat (1574) est une ancienne forme poétique française apparentée à la terza rima. Le poète Théodore de Banville « ressuscita » ensuite cette forme poétique de la Renaissance, contribuant ainsi à créer la villanelle moderne comportant 19 vers.
Ténint est détenu en maison d'arrêt en 1851 pour faits de pédérastie et quitte par la suite la France pour la Suède, où il traduit des ouvrages suédois en français.

## Publications
- 1841 – Album du Salon de 1841
- 1842 – Album du Salon de 1842
- 1842 – Fleur des fèves, ou Une intelligence à deux
- 1843 – Album du Salon de 1843
- 1843 – Les Français sous la Révolution (coécrit avec Augustin Challamel)
- 1844 – Prosodie de l'école moderne
- 1845 – Calomniée, ou Jouer avec le feu
- 1846 – Le Joueur d'orgue
- 1871 – Des diverses écoles dans la littérature française

## Traductions
- Charles XV de Suède, Quelques heures au château de Kroneborg, le 29 octobre 1658 : esquisse dramatique, 1858
- Charles XV de Suède, La Fée des eaux, 1859
- Bernhard von Beskow, Gustave III jugé comme roi et comme homme, 1868
- Oscar II de Suède, Trois poésies, 1868
- Esaias Tegnér, Quatre chants de la Saga de Frithiof, 1869
- Johan Ludvig Runeberg, Döbeln à Jutas, 1878

### Sources
- (en) Cet article est partiellement ou en totalité issu de l’article de Wikipédia en anglais intitulé « Wilhelm Ténint » (voir la liste des auteurs).